# 毛奇号护卫舰
毛奇号为德意志帝国海军建造的六艘俾斯麦级护卫舰的四号舰，得名于普鲁士元帅赫尔穆特·卡尔·贝恩哈特·冯·毛奇。该级舰是在1870年代初作为海军大规模造舰计划的一部分而订购，旨在担任舰队侦察舰或前往德意志帝国感兴趣的海外地区执行长期任务。毛奇号于1875年7月开始在但泽的帝国船厂铺设龙骨，1877年10月下水，至1878年4月交付使用。为了在海外进行长途航行，该舰配备了一套全帆装索具，以便在燃煤缺乏的情况作为蒸汽机的补充。它装备有十门150毫米箍炮，最初被定型为盖甲板护卫舰，自1884年起又重归类为巡洋巡防舰。
毛奇号于1880年代接受过一次前往南美洲的重要海外部署。在那里，它于太平洋战争结束后访问了几座南美国家的港口，并将参与国际极地年的德国科考队搭载至南乔治亚岛。1885年返回德国后，该舰成为海军学员和见习水兵的教学舰。毛奇号从1888年至1908年以此身份服役，在此期间，其活动主要包括参与舰队的训练演习和海外训练巡航。相关巡航大多是去往西印度群岛和地中海。1910年10月，该舰从海军名录中除籍，被改装成一艘宿营船，并被分配到驻基尔的U艇学校。毛奇号于1911年10月更名为“阿刻戎号”（Acheron），至1920年才被售予拆船商，继而拆解报废。

## 设计
1870年至1871年的普法战争后，新成立的德意志帝国海军开始了一项旨在加强舰队实力的扩张规划。俾斯麦级的六艘舰于1870年代初订购，以补充德国的巡洋军舰队伍，因当时德国的巡洋舰队只能依赖于几艘已有二十年舰龄的船具。海军司令部明确现代蒸汽护卫舰对于舰队侦察以及保护德国在海外利益的长期巡逻任务而言是必要的。
毛奇号的水线长和全长分别为72.18米和82米，有13.7米的舷宽以及5.2米的前吃水和6.3米的后吃水；其设计排水量为2,843吨，满载时则可达2,994吨。标准船员编制为18名军官和386名水兵。该舰由一台卧式三缸单胀往复式蒸汽机提供动力，用以驱动一副直径为5.2米的双叶螺旋桨；蒸汽则由四台卧式燃煤箱型火管锅炉供应，这使得它在2,334匹公制馬力（1,717千瓦特）额定功率下的最高航速可达13.9節（25.7每小時），并且能够以9節（17每小時）的速度连续航行2,380海里（4,410）。作为在长途航行期间对蒸汽机的辅助动力，毛奇号还配备有一套总帆面积为2,210平方米的全帆装索具，但后期有所削减。
毛奇号装备有十门150毫米22倍径后装式箍炮作为主炮，辅助武器则包括有两门88毫米30倍径速射炮和六门哈乞开斯37毫米转膛炮。

## 服役历史
毛奇号是为替换老旧的盖甲板护卫舰阿科纳号而以“阿科纳代舰”（Ersatz Arcona）作为合同代号发包予但泽的帝国船厂承建。其龙骨自1875年7月开始铺设，是同级中第一艘开建的成员。但由于政府船厂的造舰经验不如承建俾斯麦号的私营北德意志船厂丰富，因此毛奇号的建造进度较俾斯麦号慢得多，它最终成为第四艘下水的同级舰，故而该舰级被称作“俾斯麦级”而非“毛奇级”。在1877年10月18日举行的下水仪式上，由时任帝国海军部长的阿尔布雷希特·冯·施托施上将主持以普鲁士元帅赫尔穆特·卡尔·贝恩哈特·冯·毛奇的姓氏为该舰命名。舾装工作于1878年4月完成，并于16日投运作初步试机。该舰于4月28日至29日被转移到基尔，在那里进行最后的设备安装，包括舰炮。它于11月18日展开海试，至12月21日完成。

### 部署至南美洲

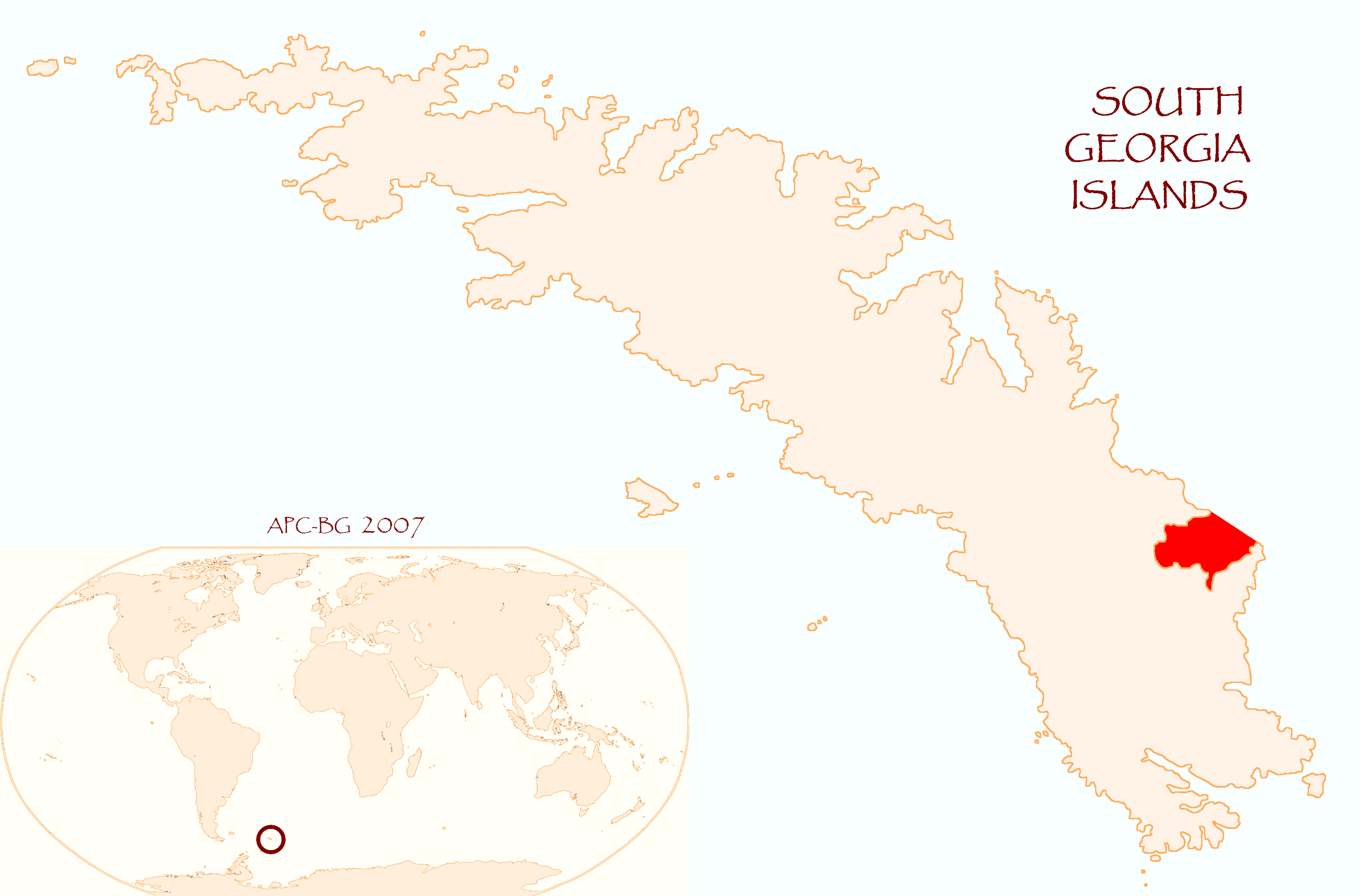
皇家湾地图（红色），毛奇号接载着国际极地年的探险队抵达此地

毛奇号于1881年4月1日正式启用，前往南美洲接受海外部署，并于4月17日开始执行任务。7月14日抵达智利的瓦尔帕莱索后，它接替了平甲板护卫舰阿里阿德涅号担任驻地舰，继而转向智利的科金博进发，那里因秘鲁在太平洋战争中获胜而引发的骚乱正威胁着该市的德国人。该舰于7月19日抵达科金博，并在当地一直驻留到9月中旬。接下来的两个月里，毛奇号又访问了秘鲁的几个港口城市，然后进一步北上到访中美洲城市，包括哥斯达黎加的圣何塞。1882年2月16日，它回到瓦尔帕莱索，3月14日再度航行到科金博。该舰在那里一直驻留到5月17日，然后出发前往乌拉圭的蒙得维的亚，但由于麦哲伦海峡的强烈风暴导致渡海延误，直到6月下旬才到达蒙得维的亚。
在蒙得维的亚，毛奇号负责接载德国为第一届国际极地年而派出的科学考察队。科考队将在南乔治亚岛停留一年，对包括地磁场扰动在内的一系列现象进行科学观测。7月23日，该舰和科考队一起离开蒙得维的亚，相关设备则由汉堡南美轮船里约号（SS Rio）承运；两艘船在穿越了波涛汹涌的洋面和冰山后，于8月12日抵达该岛。然而，他们花了一个多星期的时间才找到合适的登陆点，8月21日，科学家们在皇家湾北侧的毛奇湾上岸，该港湾正是以毛奇号命名的。在船员们的帮助下，他们于8月24日卸下设备并搭建了营地，而毛奇号则得以于9月3日启程前往南美洲执行其他任务。平甲板护卫舰玛丽号于次年抵达接回科考队。
离开南乔治岛后，毛奇号航行到福克兰群岛的斯坦利港，并从那里返回南美洲西岸。从10月20日开始，它访问了智利的几个港口和胡安·费尔南德斯群岛。1883年1月下旬，该舰回到瓦尔帕莱索，在那里与盖甲板护卫舰莱比锡号会合。莱比锡号随后前往夏威夷访问，而毛奇号则留在南美洲附近，但它自2月28日起向北巡航前往秘鲁和厄瓜多尔。回到瓦尔帕莱索后，该舰于7月8日接到了返回德国的命令。在穿越麦哲伦海峡期间，毛奇号还对沿海水域进行了勘测。8月4日，它与继任者玛丽号相遇，然后继续向北进入大西洋。在佛得角的格兰港经停后，该舰于10月2日返抵基尔，进而于10月23日就地退役。

### 教学舰

#### 1885－1889年
毛奇号于1885年4月15日重新启用，用作海军学员的教学舰。此后不久，它在波罗的海进行了一次训练巡航，并于5月20日开始访问挪威港口。然后，该舰穿越北大西洋到达冰岛，在贝鲁夫峡湾停留并到访了雷克雅未克。毛奇号于7月2日离开冰岛，转而在爱尔兰的斯威利湖停留了一个月。之后，它驶往英国的朴茨茅斯，并于8月15日收到立即返回德国加入训练分舰队（Übungsgeschwader，即公海舰队的前身）的命令，将参加8月30日至9月23日举行的年度舰队演习。演习结束后，该舰于9月25日前往基尔帝国船厂进行保养维护，为下一次训练巡航作准备。
毛奇号于10月1日重新加入训练分舰队，自10月11日开始了航行到西印度群岛的下一次训练巡航。途中，分舰队于11月13日至30日在佛得角的圣维森特岛停留，因当时德国和西班牙为争夺太平洋中部加罗林群岛的主权而关系紧张。冲突解决后，分舰队得以继续航行，并访问了包括西班牙港在内的多个加勒比海港口，然后于1886年3月27日返回威廉港，分舰队在那里解散。4月，毛奇号再次前往基尔帝国船厂接受大修。分舰队于次年重组为演习分舰队（Manövergeschwader），毛奇号在1886年8月至9月是作为第二支队的一份子参加了舰队演习。10月14日，分舰队开启冬季训练巡航，再次前往西印度群岛，并于1887年3月30日在威廉港结束。
1887年6月3日，毛奇号在基尔出席威廉皇帝运河的动工典礼，随后参加了年度舰队演习。10月1日，演习分舰队开始前往地中海展开冬季训练巡航，并于12月在圣雷莫接受皇储腓特烈·威廉的检阅，后者在其父亲威廉一世于1888年3月9日驾崩后继任为德皇腓特烈三世。1888年4月10日，毛奇号返回威廉港，并于八天后前往基尔进行再一次大修。这年的训练计划因腓特烈三世皇帝即位仅三个月后驾崩而中断，毛奇号的下一项活动是跟随新皇帝威廉二世出访俄国和斯堪的纳维亚港口。随后在8月和9月进行年度舰队演习，9月29日则开始了前往地中海的冬季训练巡航。10月27日至11月5日，分舰队在比雷埃夫斯参加为纪念希腊国王乔治一世登基25周年而举行的庆祝活动，并在1889年4月16日返回威廉港之前相继访问了希腊、奥匈帝国、意大利、奥斯曼帝国、小亚细亚和埃及的众多港口。分舰队随后解散，毛奇号于4月30日退役。

#### 1889－1897年

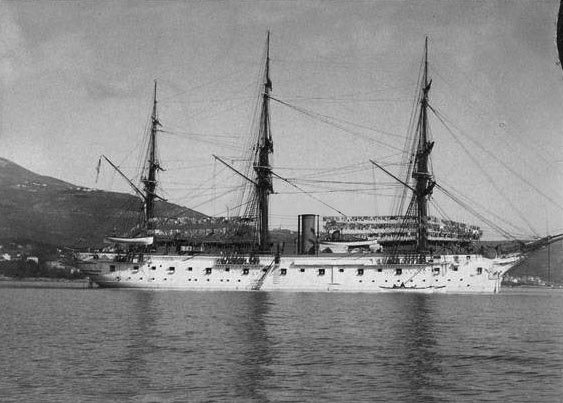
毛奇号在阿巴齐亚（1894年）

1889年中期，毛奇号被送往基尔帝国船厂接受大规模改造，包括新的锅炉设备、新速射炮以及可容纳多达50名海军学员和210名见习水兵的膳宿空间，并削减了索具。它于1891年1月1日被正式列入训练舰名录，并于4月7日重返现役；该舰的得名者毛奇元帅和德皇威廉二世出席了这次重启仪式。然而仅三周后的4月28日，毛奇号便不得不派出一支代表团前往柏林参加四天前去世的毛奇元帅的葬礼。该舰于6月15日开始了另一次训练巡航，到访西印度群岛、委内瑞拉的拉瓜伊拉和阿根廷的布兰卡港。在返回德国的途中，它于1892年6月13日在美国诺福克停留，然后于8月初前往怀特岛出席了考斯帆船周。在那里，毛奇号与德皇威廉二世搭乘的皇家游艇霍亨索伦号会合，然后继续前往基尔，至8月9日抵达。此后它立即参加了年度舰队演习，并在演习结束后于9月30日退役。
毛奇号于1893年4月5日复役，并在波罗的海进行训练，一直持续到6月8日。在此期间，它于5月24日遭遇了一场严重事故，当时轮船海伦妮号（SS Helene）意外地与毛奇号的一艘舰载艇相撞，导致后者倾覆，造成6名见习水兵丧生。之后，毛奇号作为第三支舰队的一份子参加了从8月20日一直持续到9月22日的年度舰队演习。冬季训练巡航于10月14日开始，去往地中海。毛奇于1894年1月21日到访比雷埃夫斯，陪同德皇威廉二世在那里探望其胞妹索菲亚和她的丈夫、希腊王储康斯坦丁。威廉二世是在时任首相利奥·冯·卡普里维的反对下安排的这次外访。卡普里维反对对希腊进行友好访问，因为该国政府宣布停止偿还外国贷款，其中包括许多德国贷款。一周后，毛奇号来到克基拉岛，在那里停留了四周。
在克基拉岛逗留期间，毛奇号收到命令前往阿巴齐亚，将住在当地水疗中心的腓特烈皇后接到阜姆，在那里她于3月29日会见了奥匈帝国皇帝弗朗茨·约瑟夫一世。后者也于4月6日登上该舰前往普拉检阅奥匈帝国海军。4月16日至19日，毛奇号又将腓特烈皇后接到威尼斯，并在那里会见了意大利国王翁贝托一世。该舰于4月28日开始返回德国，至6月18日抵达基尔。8月14日，它重新加入已更名为练习舰队（Übungsflotte）的主舰队，并在年度演习期间成为第二分舰队的一员。年度的冬季训练巡航随后于9月25日开始，这次是去往西印度群岛，并于1895年3月22日结束。
1895年夏天，毛奇号在波罗的海进行单舰训练，但该日程于6月被纪念威廉皇帝运河开通的庆祝活动所中断。它之后重返波罗的海并一直持续到7月12日，继而访问了苏格兰的爱丁堡，随即返回德国参加8月13日至9月17日的年度舰队演习。一周后，该舰踏上了前往地中海的冬季训练巡航之旅；在西班牙的加的斯停留期间，毛奇号接到命令，要求尽快前往奥斯曼帝国的士麦那，因为该地区的骚乱威胁到了该市的德国人。它于11月15日抵达那里，与君士坦丁堡的驻地舰罗蕾莱号会合。1896年1月，毛奇号撤离当地继续执行训练任务，并访问了该地区的众多港口，包括墨西拿、海法、塞德港和那不勒斯。它于3月23日返抵基尔，进入船厂接受另一次大修。
1896年的训练计划从5月12日开始，毛奇号先是在波罗的海进行了一次训练巡航，随后于6月26日开始访问英国和爱尔兰。7月17日，它于航行期间意外地在赫布里底群岛附近轻微搁浅，但最终能够成功脱困，没有受到任何损害。该舰于8月2日回到基尔，之后加入第三支舰队参加年度舰队演习。9月26日，前往西印度群岛的冬季巡航开启，但在马德拉岛经停时，毛奇号再次奉命转往奥斯曼帝国的叙利亚海岸，以保护德国在该地区受到内乱威胁的利益。它的姊妹舰施托施号、施泰因号和格奈森瑙号也参与了是次行动。任务结束后，毛奇号于1897年2月10日离开亚历山大港启程回国，至3月17日抵达威廉港。然后它被转移到基尔，在途中，该舰的一根锚链发生事故，造成13人受伤。它于4月14日在基尔退役并进行维修。

#### 1898－1920年

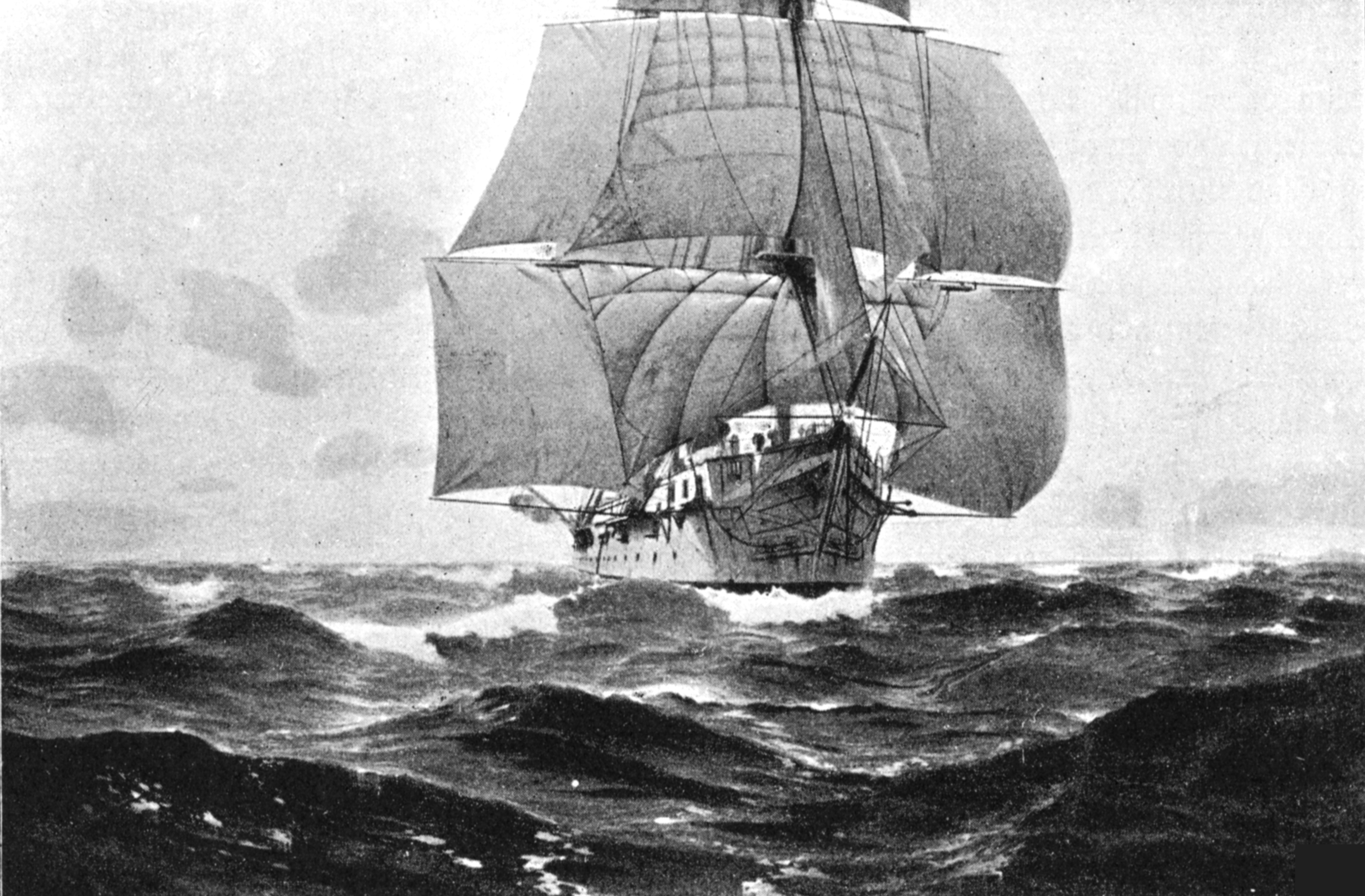
航行中的毛奇号插画

毛奇号一直停用至1898年4月5日才重新入役；但由于舰上船员爆发麻疹，原定于6月16日在波罗的海的训练巡航被迫取消。挪威港口之旅则于7月开始，期间曾在拉尔维克、卑尔根和奥达停留，继而于7月7日在德皇的年度北欧巡航中与霍亨索伦号和通报舰赫拉号会合。毛奇号和霍亨索伦号先是共同访问特隆赫姆，然后前者独自前往设德兰群岛的勒威克，至7月30日返回基尔。8月中下旬，它加入第五支舰队参与年度舰队演习，但提前于9月3日离开以执行去往西印度群岛的冬季训练巡航。抵达该地区后，由于美国在美西战争中击败了西班牙，德国担心古巴的动乱会威胁到当地的德国人利益，因此将毛奇号部署至哈瓦那。事实证明该舰的到场毫无必要，于是它于1899年1月10日便离港返国，至3月23日到达基尔。
1899年5月24日，毛奇号再度在波罗的海进行巡航，随后自7月5日起又展开了一次前往西印度群岛的训练之旅。此行的目的地依旧是一众南美港口，包括里约热内卢。12月22日至29日，它在丹属圣托马斯岛的夏洛特阿马利亚经停。该舰于1900年1月10日至20日到访新奥尔良，成为第一艘抵达该市的德国军舰，然后返回德国，至3月25日抵达基尔。从5月25日至7月28日，毛奇号继续在波罗的海进行训练，继而自8月11日至9月12日间再次展开巡航，到访了斯德哥尔摩、哥本哈根和斯塔万格等地。9月17日，它再次启程前往地中海；10月9日至14日在直布罗陀停留期间，200名船员在那里的墓园组织了一个追悼仪式，以纪念在1856年三叉角海战中牺牲的但泽号护卫舰船员。12月7日，毛奇号又在贝鲁特停留，其舰长上岸参加了在大马士革萨拉丁墓前举行的活动。该舰还访问了该地区的其他港口，并在得到奥斯曼帝国苏丹阿卜杜勒-哈米德二世的许可后，于1901年1月24日过境达达尼尔海峡。返程于1月30日开始，至2月24日抵达基尔。
毛奇号在回到德国后接受了大修，然后于1901年5月21日开始对阿德勒浅滩进行海道测量——当年早些时候，德皇腓特烈三世号战列舰曾在该处触礁并严重受损。测量工作于6月18日结束，它于8月1日开始年度海外拉练，首先访问哥本哈根和法罗群岛，然后继续前往西印度群岛，当地委内瑞拉和哥伦比亚之间的冲突威胁到德国的经济利益。该舰于12月19日离开该地区，向北前往巴尔的摩，于1902年1月24日抵达。随后，毛奇号的一个代表团上岸访问了华盛顿特区，并在那里受到美国总统西奥多·罗斯福的接见。继进一步在美国海军学院所在地安纳波利斯停留后，该舰才横渡大西洋回到欧洲，并在达特茅斯出席了不列颠尼亚皇家海军学院新大楼的奠基仪式，最终于3月20日抵达基尔。

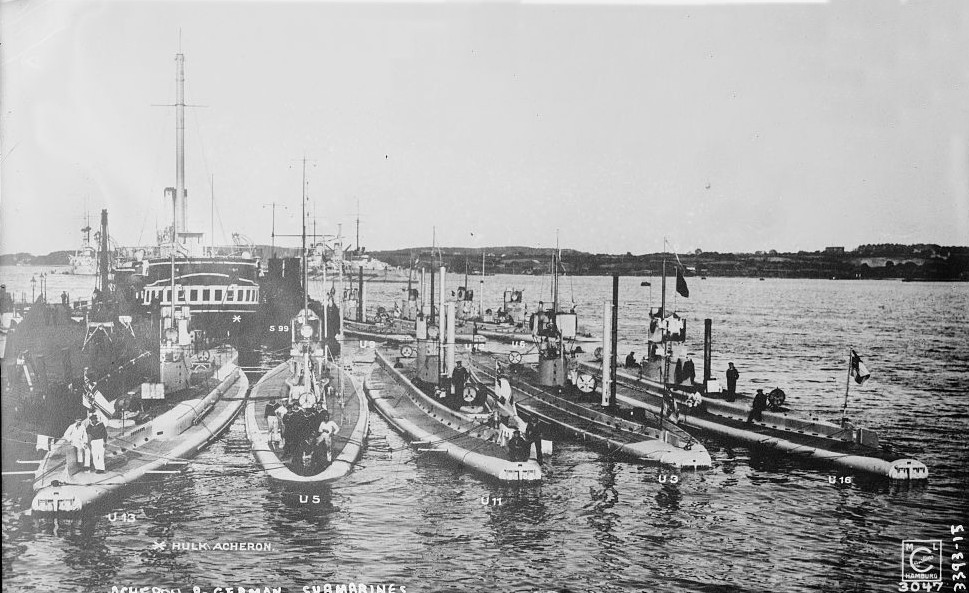
充当U艇官兵宿营船的阿刻戎号

1902年5月17日至6月17日，毛奇号保持在波罗的海进行训练巡航，之后开始了下一次大规模海外拉练，在前往地中海的途中经停斯德哥尔摩、特隆赫姆和丰沙尔。它于1903年1月1日前往地中海西端巡航，至3月24日返回基尔。4月6日，该舰发生火灾，需要在基尔的帝国船厂接受为期约五周的维修。然后，毛奇号继续在波罗的海进行训练，然后于8月7日启程再一次巡航前往地中海。这次航行期间经停了阜姆、克基拉岛和君士坦丁堡；暴风雨则迫使它也在西班牙的桑坦德停留。该舰于1904年3月21日返回基尔。按照惯例，毛奇号于5月16日在波罗的海进行操练，之后又进行了一次前往西印度群岛和美国的巡航，至1905年3月17日结束。它于3月31日在基尔退役进行大修。
毛奇号一直停运到1907年，于这年4月4日才最后一次服役。它先是在波罗的海进行训练，然后执行海外拉练前往南美水域，其中包括访问里约热内卢和西印度群岛。这是毛奇号的最后一次出海；当它于1908年3月23日回到基尔，随即于4月7日退役，其在教学分舰队的位置被大巡洋舰赫塔号取代。毛奇号于1910年10月24日正式从海军名录中除籍，被分配到基尔的U艇学校。1911年10月28日，它被改造成一艘宿营船，并更名为“阿刻戎号”（Acheron），以便将原舰名能够用于新近下水的大巡洋舰毛奇号。阿刻戎号一直担任宿营船职责，直到1920年7月7日被出售并在随后拆解报废。